# 군외국민학교 달도분교
군외국민학교 달도분교는 대한민국 전라남도 완도군 군외면에 있었던 국민학교 분교이다.

## 역사
- 일자미상 군외국민학교 달도분교 설립 인가
- 일자미상 달도분교장 개교
- 1995년 1월 1일 농·어촌교육진흥학교 지정
- 1995년 9월 1일 폐교 및 군외국민학교 통폐합